# Bacio quintuplice
Il bacio quintuplice è una pratica della Wicca che viene attuata nel corso di molti tipi di rituali. Essa prevede cinque baci dati dal sacerdote o dalla sacerdotessa ad un altro sacerdote/sacerdotessa. Dal punto di vista mitologico il rituale richiama i cinque baci che il Dio diede alla Dea quando scese nel regno degli inferi; rappresenta quindi l'omaggio reciproco tra maschile e femminile e viene pertanto comunemente interpretato da un uomo e una donna. 

## Il rituale
I cinque punti hanno una valenza estremamente simbolica, perciò i cinque baci vengono sempre dati in cinque punti precisi del corpo: i piedi, le ginocchia, l'organo sessuale, il petto e le labbra. Ogni bacio a volte può venire accompagnato anche da una benedizione:

## Oggi
Questa pratica è utilizzata nelle tradizioni originarie della Wicca, mentre invece viene meno utilizzata rispetto ai primi tempi nella cosiddetta Neowicca.